# Венски чир
Венски чир, (лат. ulcus venosum), венски улкус, је промена на кожи које се јавља због неправилног функционисања залистака у венама, најчешће на ногама у пределу потколеница (лат. ulcus cruris venosum). Код 70% до 90% хроничних рана јавља се венски чир.
Лечење венских чирева, чија је преваленца у одраслој популацији је 0,2 до 2%, изузетно су скупа и дуготрајна, при чему постоји значајна вероватноћа да ће се поновити након оздрављења. Једна студија утврдила је да до 48% венских чирева има рецидив до пете године, након примарног оздрављења.

## Епидемиологија
Од венског чира болује и до 2,5 милиона пацијената годишње у САД. Иако није смртоносна, ова хронична рана знатно ремети нормалан живот болесника, због ограничене покретљивости и значајног губитка радне способности.
Учесталост варикозитета се повећава са бројем година. У литератури се наводи да се код двадесетогодишњака јавља у 25 одсто случајева, а код шездесетогодишњака чак у 80 одсто. Од проширених вена на ногама тренутно у Југославији болује најмање око 1.500.000 особа, а око 250.000 има венски чир потколенице као последица проширених вена. Наследни фактор је један од главних предуслова појаве проширених вена, али несумњиво и радни услови (дуготрајно стајање), повећана телесна тежина (гојазност), затим примена хормонских препарата код појединих обољења.
Преваленца венског чира доњих екстремитета у одраслој популацији је 0,2 до 2%. Његова појава је чешће код старијих особа, обично крајем четврте деценије када се региструје у око 22% случајева.
Венски чир који је обично у почетку мали, често напредује до све већег чира, који доводи до озбиљних компликација и захтева сложеније лечење и велике материјалне издатке за друштво и појединца. Један венски чир потколенице, који под оптималном флеболошком терапијом не показује тенденцију зарастања или који у току 12 месеци није зарастао, сматра се резистентним на терапију и према класификацији XVI по Widmer-u одговара стадијуму 3 а према ЦЕАП класификацији (енгл. Clinical condition, Etiology, Anatomic location, Pathophysiology) одговара стадијуму Ц 5-6.
Болесници са венским чиром, чине значајну групу болесника и велики терет за национални здравствени буџет. Годишњи трошкови везани за лечење венског чира у земљама Европске уније износе од 600 до 900 милиона евра што је око 1-2% укупног буџета здравственог система, док у САД су ти трошкови 2,5 милијарде долара. У Шведској, трошкови износе 1,5% од укупног годишњег буџета (око 2 милијарде шведских круна). Годишњи трошкови лечења по пацијенту се процењују на око 110.000 шведских круне, укључујући и индиректне трошкове. У ове суме су урачунати износи и за накнаде личних зарада док су пацијенти на боловању због лечења чира, из чега произилази огромни социо-економски значај ове болести.
Србија
Према неким проценама наведеним у литератури у одраслој популацији Србије од хроничног венског чира болује 1,5 до 2,5% популације, што има велики социјално-економски значај. Жене болују 2 до 3 пута чешће од мушкараца и највећа учесталост оболевања је између 40 и 45 године, односно у популацији радно способног становништва. Преко 30% пацијената са хроничним венским чиром се лечи дуже од 20 година а око 10% дуже од 30 година. Венски чир потколенице чини између 57% и 80% свих хроничних улцерација у Србији. Његова преваленца се креће од 0,87 па до 3,38, а годишња инциденца од 15 до 30 нових чирева на 100.000 особа. Стопа инциденце је 0,76 (0,71-0,83) за мушкарце и 1,42 (1,35-1,48) за жене.

## Етиологија
Тачна етиологија венског чира није одређена, али се сматра да настаје као последица оштећења венских залистака, који не раде правилно, и условљавају пораст притисак у крвним судовима. За нормално функционисање циркулације потребан је градијент (разлика) притиска између артерија и вена како би срце могло да пумпа крв кроз артерије према периферији. Када се поремети притисак крви у венама, значајно већи притисак у венама, у односу на артерије, доводи до трансудације (излива) и накупљања течности у ткивима због његовог истискивања из циркулације.
Фактори ризика за настанак венских чирева су;
- Варикозитети,
- Тромбоза дубоких вена,
- Гојазност,
- Смањена физичка активност,
- Мировање након хируршких интервенција,
- Тромбозе након порођаја или инфаркта срца,
- Професије везане за стално седење или стајање,
- Механичке повреде,
- Преломи,
- Едеми,
- Дуготрајна системска кортикостероидна терапија.

## Патогенеза
Патогенеза настанака и развоја венског чира заснива на 3 основна фактора (који су идентични за настанак чирева код повишеног притиска, дијабетесе и обољења вена);
1. Ћелијске и системске промена изазване старењем,
2. Недовољан прилив крви због реперфузијских оштећења,
3. Колонизација бактеријама и развој инфекције.

Вене имају важну транспортну функцију да искоришћену крв, са периферије, врате назад у срце и то уз помоћ мишићно - венске пумпе. Пошто су смештене између мишића оне при кретању бивају притиснути чиме се крв потискује према горњим деловима тела. При томе венски залисци, који функционишу као вентил, спречавају да крв потече поново надоле.
Због нарушене функције вена, најчешће у у ногама, током времена долази до поремећаја циркулације у кожи и другим ткивима што резултује изменом њихове структуре и развојем болести;
- Неправилан протока крви у венама изазива њихову препуњеност која их незаустављиво оштећује

- Због накупљања крви, у даљој фази болести, притисак крви у ногама је тако висок да се ткивна течност сакупља у ногама.
- Јавља се оток стопала и / или потколенице, а оне постају увећане („дебеле“), јавља се црвенило и почињу болови.
- Ткивна течност притиска на све крвне судове, ткива и кожу потколенице.
- Фибриноген из капилара се у виду наслага таложи перикапиларно и блокира транспорт кисеоника у ткиво што изазива ткивну хипоксију.
- Недовољна оксигенација и екстравазација еритроцита доводе до знакова хипостатског дерматитиса.

- Кисеоник и хранљиве материје не допиру до коже и ткива и она почињу да одумиру.
- Одумирањем ткива настаје отворена рана (чир).
- Овако настали услови доводе до отежаног зарастања коже након трауме као и каснији настанак дермосклерозе.

## Клиничка слика
Први знаци формирања венског чира су:
- Мале отворене ранице које настају спонтано или након повреде коже потколеница (најчешће на њеној доњој трећини) које никако не зарастају,
- Промена боје коже потколеница са појавом тамне пигментације,
- Везивно ткиво постаје све тврђе,
- Ноге су задебљане-отечене.

## Дијагноза
Клиничка слика венског чира поставља се на основу;
Физички преглед
Лабораторијски тестови
- Крв (седиментација, комплетна крвна слика, диференцијална крвна слика, гликемија, холестерол) Ове анализе откривају евентуалне хематолошке поремећаје, шећерну болест, васкулитис, итд.
- Брис чира (код клиничких знакова инфекције, целулитиса и других компликација)

Остали тестови
- Епикутани (patch) тест, на компоненте база и конзерванса, антибиотике, састојке завоја код настанка контактног алергијског дерматитиса,
- Биопсија ивице чира (уколико нема тенденције зарастања ни после три месеца интензивне терапије) ради искључивања малигне алтерације или васкулитиса

Методе за процену васкуларног статуса
- Doppler сонографија,
- Капилароскопија,
- Дигитална плетизмографија,
- Одређивање ankle-brachiale index-a (ABI)

## Диференцијална дијагноза
| Назив              | Венски чир | Артеријски чир                                                                                         | Неуропатски чир |
| ------------------ | --- | --- | --- |
| Локализација       | Око глежња ноге (углавном око унутрашњег глежња) | На месту притиска и повреде; - стопала, - прстију, - избочења костију                                  | - Плантарна страна стопала, - Глава метатарзалних костију, - Пета, - Места поновљене повреде и губитка осећаја                                            |
| Изглед чира        | - Један или неколико, - Различитог облика и величине, - Неподривених ивица, - Дно испуњено гранулационим некротичним ткивом или гнојем, Ulcus permagnum - захвата цело подручје потколенице (спајањем више чирева) Липодермосклероза - нога у виду обрнуте боце шампањца због прерастања везивним ткивом и фиброзе дермиса и хиподермиса | - Јасно ограничен, - Неправилног облика, - Сув, - Сивоцрног дна, без гранулација, - Блеђи на елевацију | - Неправилног облика, - Најчешће дубок, - Окружен калусом, - Дна углавном са гранулацијама                                                                |
| Околна кожа        | - Често натечена, - Црвена, - Хиперпигментована или са белом атрофијом,(Atrophie blanche), - Топла на додир | - Затегнута, - Сува, - Атрофична, - Понекад без длака, - Хладна на додир.                              | - Најчешће црвена, - Очврсла са знацима целулитиса, - Топла на додир.                                                                                     |
| Субјективни осећај | - Бол минималан, ако нема инфекције | - Јак бол, - Интермитентна клаудикација (грчеви), - Повремено бол у миру и ноћни бол,                  | - Измењен одговор на болне надражаје (некад изражена хипертензија: жарење, пробадање, трњење, ноћни бол, некад смањена осетљивост или потпуна анестезија) |
| Покретљивост       | - Периферни пулс се пипа - Капиларно пуњење:нормално, - ABI > 8 | - Периферни пулс слаб или одсутан - Капиларно пуњење:успорено, - ABI < 8                               | - Периферни пулс се пипа - Пуњење капилара нормално |

## Терапија
Венски чиреви су изузетно скупи за лечење, а постоји и значајна вероватноћа да ће се поновити након оздрављења. Једна студија утврдила је да до 48% венски чирева има рецидив до пете године, након примарног оздрављења.
Колонизација венских чирева, како сапрофитним тако и патогеним бактеријама и гљивицама је свакодневни налаз у клиничкој пракси. Само 15% венских чирева је стерилна. Венски чир је хронична рана, не хируршка, тако да се колонизација бактеријама добро толерише и не спречава епителизацију (зарастање) чирева. Примена системске антибиотске терапије је индикована само у случајевима инфекције чирева бета хемолитичким стрептококом групе А, код манифестних знакова инфекције самог чира и околне коже (поремећај општег стања, грозница, знаци целулитиса, лимфангитиса, влажење чира, изразит фетор (задах).
Лечење венског чира као и многих болести циркулације спроводи се на више начина;

### Опште мере
Опште мере лечења обухватају;
Лечење удружених болести: отока, повишеног притиска, дијабетеса, анемије и др
Минимизирања или уклањање фактора ризика - променом навика;
- престанак пушења
- правилна исхрана са што мање масноће
- ношење адекватне одеће и обуће и заштитних средстава при раду, како не би дошло до повреда коже,
- редовна хигијена ногу

Фаворизовање свакодневног кретања или вежбања.

### Конзервативно лечење
Конзервативно лечење обухвата:

#### Градуисана компресивна терапија
Градуисана компресија је „основна терапије“ венских улцерација (компресивни завој, медицинске чарапе са градуисаним притиском, компресивна „чизма“, нееластичне бандажа). Градуисаном компресивном терапијом постиже се притисак од 40 mmHg око прста до 17 mmHg до испод колена. Еластични завој мора бити постављен од прста до испод колена, уз претходно елевирану ногу или у кревету пре устајање. Ова врста тераије има следеће контраиндикације;
- поремећај артеријске циркулације,
- инфициране ране са јаким лучењем са акутним упале коже и поткожног ткива,
- метаболички едем,
- декомпензација срца.

#### Локална терапија
Ова врста терапије мора бити прилагођена стању ране и обухвата:
Прање водом и сапуном
Сви чиреви се свакодневно морају прати млаком водом и благим сапуном
Купке
За купке се користе благи раствори KMnO4 (hipermangan), chlorhexidin или повидин јода
Механичко чишћење
Чишћење је неопходно у свим фазама улцерације. При чишћењу болних чирева може се применити површинска анестезија са лидокаин газом или машћу
Облози
Облози одржавају влажност ране). Најчешће се користе облози NaCl, више пута дневно, 15 до 30 минута. Могу послужити и за дебридман некротичних чирева уколико је газа натопљен NaCl (0,9%физиолошки раствор кухињске соли), остане на рани док се не осуши, те се скидање газе скидају и некротичне наслаге. Код чирева инфицираних грам негативним бактеријама (Псеудомонас) препоручују се облози 0,5 до 5% сирћетне киселине.

#### Ензимска терапија
Ензимска терапија се заснива на примени Фибролана, Ируксола и  Солкосерила.

### Узимање лекова
Лекови за лечење периферних васкуларних болести називају се периферни вазодилататори. У ову групу лекова спадају; баметан, пентоксифилин, толазолин, циклоникат, дихидроерготоксин, нафтидрофурил, калидиногеназа, ифенпродил и азапетин. Упркос широкој употреби периферних вазодилататора њихов учинак често није праћен задовољавајућим клиничким резултатима. У обзир долазе и лекови из групе венотоника (венор, венорутон, фокијум, фоксилек ...) или препарати из групе аспирина.

### Склерозација вена
Један од начина лечења коме се све више приступа у збрињавању проширених вена и капилара на ногама је методом склерозације, коју треба да ради искључиво специјалиста васкуларни хирургије или специјалиста дерматологију.
Све наведен методе лечења, изолована не дају врло добре резултата и зато се препоручује њихова примена удружено са осталим методама лечења.

### Хипербарична оксигено терапија
Примена хипербаричне оксигено терапије (ХБОТ) у зарастању венског чира првенствено се заснива на пролиферацији ћелија и ангиогенези, Да би ХБОТ остварили своје циљеве третман болесника у барокоморама спроводи се једном дневно у трајању до 30 дана (у просеку 10-15), на притиску од 2 до 2,4 бар-а, у атмосфери 100% кисеоника, у трајању третмана до 90 минута.
У основи настанка свих рана лежи хипоксија, или недостатак кисеоника различитог степена, што суштински објашњава зашто хипербарична терапија кисеоником (ХБОТ) може да буде ефикасна терапија за лечење хроничних рана. Ангиогенеза (стварање нових крвних судова) јавља се као одговор на високу концентрацију кисеоника у крви.
Многобројни учинци ХБОТ на зарастање рана и чирева огледају се у;
- Пролиферацији и синтези колагена (која је зависна од кисеоника),[21]
- Ангиогенеза која произилази из матрице-основе створене од стране колагена,[22],
- Кисеоник појачава активност фактора раста који су битни за зарастање рана
- Антимикробна активност кисеоника, кроз повећану унутарћелијску активност леукоцита.[23]

### Хируршко лечење
Хируршко лечење обухвата примену следећих метода;
- Хируршки дебридман некротичних рана
- Реконструкција крвних судова, у тежим случајевима кад нема успеха након примењене конзервативне терапије
- Делимична фасциотомија код изражене липодермосклерозе
- Трансплантација коже
- Код чирева који настају због проширених вена оперативно лечење је метод избора и већина симптома се губи по одстрањењу површних вена. То је уједно и једна од најсигурнијих метода која доводи до излечења. Код добро урађене операције рецидива су готово искључени. Захват је потребно извести у високо стручним медицинским установама, оспособљеним за овакве врсте операција.
- У последње време висока технологија омогућава ендоскопске операције,[24] са малим резом као и минимумом инвазивности.

- Процес лечења венског чира
- Венски чир пре операције
- Рана зарасла за месец дана
- Процес зарастања хроничног венског застојног чира потколенице